# Dawa (Fluss)
Der Dawa oder Daua ist ein Fluss am Horn von Afrika.

## Verlauf
Der Fluss entspringt im südlichen Hochland von Äthiopien. Er fließt durch den Südosten Äthiopiens und bildet einen Teil der Südgrenze von Äthiopien zu Kenia und Somalia. Bei Doolow an der somalischen Grenze vereinigt sich der Dawa mit dem Ganale zum Jubba, der durch Südsomalia in den Indischen Ozean verläuft.

## Geologie
Das untere Dawa-Tal ist als relativ junger Erosionszyklus vergleichsweise weit mit sanft abfallenden Seiten aus bloßem Grundgestein. Am Abschnitt zwischen den Zuflüssen Awata und Kojowa ist Gold gefunden worden. Geologen der Texas Africa Exploration Co. fanden 1958 die titanhaltigen Minerale Rutil und Ilmenit.